# Kanadische Berberitze
Die Kanadische Berberitze (Berberis canadensis, Syn.: Berberis angulizans) ist eine Pflanzenart aus der Gattung der Berberitzen (Berberis) innerhalb der Familie der Berberitzengewächse (Berberidaceae).

## Beschreibung

### Vegetative Merkmale
Die Kanadische Berberitze ist ein sommergrüner (laubabwerfender) Strauch, der Wuchshöhen von bis zu 2 Metern erreicht kann. Der Strauch besitzt viele Äste. Die Rinde der übergebogenen, dünnen, leicht kantigen Zweige ist rotbraun und kahl. Die Dornen sind dreiteilig und über 1 Zentimeter lang.
Die einfache, kurz gestielte, (fein)stachelspitzige Blattspreite ist bei einer Länge von bis zu 7 Zentimetern verkehrt-eiförmig bis elliptisch mit stumpfem bis spitzem oberen Ende. Sie ist ganzrandig bisentfernt stachelig gezähnt und die Blattadern sind undeutlich. Die Blattoberseite ist lebhaft grün, teils „bereift“ und die Unterseite hellgrün bis weißlich. Im Herbst sind sie rötlich-gelb, später bräunlich gefärbt.

### Generative Merkmale
Die Blütezeit reicht von Mai bis Juni. Sechs bis 15 Blüten sind in einem bis zu 5 Zentimeter langen, lockeren und traubigen Blütenstand angeordnet. Die relativ kleinen, zwittrigen Blüten sind leuchtend gelb, mit 12 Blütenhüllblättern.
Die ellipsoiden oder eiförmigen bis verkehrt-eiförmigen, etwa 0,8 Zentimeter langen, bis viersamigem Beeren mit Narbenresten sind tiefrot.

## Vorkommen
Sie ist im Nordosten und Südosten der USA beheimatet. Natürliche Vorkommen befinden sich in Wäldern oder Lichtungen, an Berghängen und in der Nähe von Flüssen; in Höhenlagen von 100 bis 700 Metern.

## Verwendung
Die Kanadische Berberitze und ihre Sorten werden als Zierstrauch in Gärten und Parks verwendet. Die Früchte sind essbar.
Die Cherokee-Indianer behandelten mit der Rinde von Berberis canadensis Durchfallerkrankungen.